# Нойхаус-ан-дер-Пегниц
Нойхаус-ан-дер-Пегниц (нем. Neuhaus an der Pegnitz) — община  в Германии, в Республике Бавария. Расположена на реке Пегниц.
Подчиняется административному округу Средняя Франкония. Входит в состав района Нюрнбергер-Ланд.  Население составляет 2829 человек (на 31 декабря 2010 года). Занимает площадь 23,96 км². Региональный шифр  —  09 5 74 140. Местные регистрационные номера транспортных средств (коды автомобильных номеров) (нем. Kraftfahrzeugkennzeichen) — LAU.
Община подразделяется на 15 сельских округов.

## Население
По оценке на 31 декабря 2015 года население общины составляет 2917 чел.
| Дата      | 1840 | 1871 | 1900 | 1925 | 1939 | 1950 | 1961 | 1970 | 1987 | 2011 |
| --------- | ---- | ---- | ---- | ---- | ---- | ---- | ---- | ---- | ---- | ---- |
| Население | 1620 | 1654 | 1956 | 1897 | 2012 | 2886 | 2879 | 3065 | 2867 | 2852 |

| Год       | 1960 | 1970 | 1980 | 1990 | 2000 | 2009 | 2010 | 2011 | 2012 | 2013 | 2014 | 2015 |
| --------- | ---- | ---- | ---- | ---- | ---- | ---- | ---- | ---- | ---- | ---- | ---- | ---- |
| Население | 2876 | 3084 | 2885 | 3097 | 2981 | 2865 | 2829 | 2836 | 2847 | 2884 | 2893 | 2917 |

## Достопримечательности
- Замок Фельденштайн